# Myra Frances
Myra Frances (* 10. März 1943; † 30. März 2021) war eine britische Schauspielerin.

## Leben und Karriere
Myra Frances spielte in ihrer schauspielerischen Laufbahn fast ausschließlich in Episodenrollen von Fernsehserien wie The Organisation und Doctor Who mit. In dem Heidi-Sechsteiler von 1974 verkörperte sie die Tante Dete. Aufsehen erregte Myra Frances 1974 in der Episode Girl der Fernsehserie Second City Firsts durch den ersten lesbischen Kuss im Britischen Fernsehen, den sie damals ihrer Schauspielerkollegin Alison Steadman gab. Mitte der 1980er Jahre zog sie sich aus dem Schauspielfach zurück.
Seit dem 17. Februar 1977 war Myra Frances mit dem Schauspieler Peter Egan verheiratet. Die beiden haben ein gemeinsames Kind.

## Filmografie (Auswahl)
- 1969: ITV Playhouse (Fernsehserie, Episodenrolle)
- 1972: The Organisation (Fernsehserie, Episodenrolle)
- 1974: Heidi (Miniserie, drei Episoden)
- 1974: Second City Firsts (Fernsehserie, Episodenrolle)
- 1975: Angels (Fernsehserie, Episodenrolle)
- 1975: Die Füchse (The Sweeney, Fernsehserie, eine Episode)
- 1976: Hadleigh (Fernsehserie, zwei Episoden)
- 1976–1982: Crown Court (Fernsehserie, drei Episoden)
- 1979: Doctor Who (Fernsehserie, vier Episoden)
- 1982: Remembrance
- 1984: Auf die sanfte Tour (The Gentle Touch, Fernsehserie, Episodenrolle)